# Koen Wauters
Koen Maria Gaston Wauters (Halle, 17 september 1967) is een Nederlandstalige Belgische zanger en frontman van de groep Clouseau. Daarnaast is hij televisiepresentator en acteur.

## Biografie
Koen Wauters werd geboren in Halle. Samen met zijn drie broers – onder wie de drie jaar oudere Kris Wauters – en drie zussen groeide hij op in Sint-Genesius-Rode. Als kind was Wauters dol op voetballen. Een carrière als profvoetballer zat er niet in (hoewel Johan Boskamp hem in de jaren 70 naar de jeugd van RWDM wilde halen), omdat Wauters problemen kreeg met zijn knie.

### Muzikale carrière
In 1984 kwamen Wauters en zijn broer Kris bij de groep Clouseau van Bob Savenberg en werd Wauters het boegbeeld van de groep. Hun eerste single was Brandweer. In 1989 brak de groep door met de single Anne en Wauters groeide uit tot een tieneridool. In 1991 vertegenwoordigde de groep België op het Eurovisiesongfestival.
Naast zijn succesvolle carrière binnen Clouseau bracht Elodie Wauters sporadisch ook andere muziek uit. In 2003 nam hij de single Almost fading op, het thema van de musical De kleine prins. Later dat jaar scoorde hij in Vlaanderen een nummer 1-hit met You are the reason, een duet met Sarah De Koster. In 2019 verscheen een duet met Isabelle A: Nooit meer alleen.
Samen met Tom Barman was Wauters in 2006 een van de hoofdorganisatoren van de 0110-concerten voor verdraagzaamheid.

### Televisie- en filmcarrière
Toen VTM in 1989 werd opgericht werd Wauters daar presentator. Hij presenteerde er onder meer programma's als: De Super 50, Familieraad, Kriebels, Binnen zonder bellen, Wedden dat?, 't Is maar tv, 1 tegen 100 en Hi5. Daarnaast werd Wauters samen met zijn broer Kris het gezicht van Idool. Tevens presenteerde hij X-factor. Kris Wauters was jurylid in dat programma.
In het voorjaar van 2010 was hij ook te zien in zijn derde reality-programma Moeders & dochters op VTM. Hij presenteerde ook Alles Moet Weg, de dolgedraaide show op VTM, waar tal van prijzen werden weggegeven. Hij ging voor dit programma verschillende stunts aan. Eén keer moest een stunt afgelast worden; hij zou met basketballer Pieter Loridon om ter eerst een muur op klimmen. Er was te veel wind. In het najaar van 2009 presenteerde hij de finale van K2 zoekt K3 samen met Gerard Joling. Ook presenteerde hij samen met Nicolette van Dam het programma My Name Is Michael. Vanaf 2010 presenteerde hij op VTM ook De juiste prijs. In 2011 volgde een nieuwe editie van de talentenjacht Idool. Sinds 2011 is hij ook te zien als jurylid in The Voice van Vlaanderen.
Tevens speelde Wauters mee in de Nederlandse Gooische Vrouwen-film als 'Jean-Philip' (seksverslaafde). Eerder was hij te zien in My Blue Heaven uit 1990 en Intensive Care uit 1992. Sinds 2012 presenteerde hij de talentenshow Belgium's Got Talent op VTM en de persiflage van het programma in Tegen de Sterren op. In 2014 ging hij met Tom Waes allerlei uitdagingen aan in Wauters vs. Waes. In het najaar van 2015 realiseerde Wauters zijn jongensdromen in het programma Project K op VTM.

### Privéleven
Na twee relaties, met Babette van Veen en Dagmar Liekens, leerde hij in juni 1998 de toenmalige MTV-presentatrice Carolijn Lilipaly kennen. Op 22 december 1998 trouwde hij in het geheim met haar op het eiland Sint Maarten. Dit huwelijk wisten ze een half jaar lang voor de pers verborgen te houden. Het strandde na drie jaar. Eind 2002 kreeg Wauters een relatie met Valerie De Booser, bekend van Temptation Island, met wie hij op 17 juli 2004 trouwde. Ze kregen samen twee kinderen: een dochter Zita en een zoon Nono. In januari 2020 kwam er een einde aan zijn huwelijk met De Booser.
Een van Wauters' hobby's is racen. Hij deed twaalf keer mee aan Parijs-Dakar waarvan hij er tien heeft uitgereden. De laatste keer was in 2012 waar hij als 56ste eindigde in het klassement. Verder is hij samen met zijn broer Kris actief in de Belcar competitie met hun eigen team KRK Racing. Op 10 mei 2009 won hij voor het eerst een wedstrijd voor het Belgisch GT-kampioenschap op het circuit van Spa-Francorchamps. Volgens Thierry Debels is Wauters de op een na rijkste zanger van België met een vermogen van vijf miljoen euro. Hiermee is hij 1,6 miljoen euro armer dan de nummer één, Gert Verhulst.

## Filmografie
- De Super 50 - als presentator
- Familieraad - als presentator
- Kriebels - als presentator
- Binnen zonder Bellen - als presentator
- Wedden dat? - als presentator
- 't Is maar tv - als presentator
- 1 tegen 100 - als presentator
- Hi5 - als presentator
- De Sleutel - als presentator
- Op zoek naar Maria - als presentator
- Idool - als presentator samen met Kris Wauters
- X-factor - als presentator
- Moeders & dochters
- Alles Moet Weg - als presentator
- K2 zoekt K3 - als presentator samen met Gerard Joling
- My Name Is Michael - als presentator samen met Nicolette van Dam
- De Juiste prijs - als presentator
- The Voice van Vlaanderen (2014-heden) - als coach
- Gooische Vrouwen (film)(2011) - als Jean-Philip
- My Blue Heaven (1990)
- Intensive Care (1992)
- Cars 2 (2011) als Lightning McQueen
- Tegen de sterren op (2012)
- Belgium's Got Talent (2012-2013, 2015-2016, 2018-2019, 2021) - als presentator, samen met Laura Tesoro vanaf seizoen 4
- Lang leve (2013-2014) - als gast en special gast
- Vlaanderen muziekland (2014)
- Familieraad (2014)
- Wauters vs. Waes (2014) - als zichzelf
- Project K (2015) - als zichzelf
- Zijn er nog kroketten? (2015)
- Jonas & Van Geel (2015)
- Dit is K3! (2015)
- K3 zoekt K3 (2015)
- De pappenheimers (2016)
- Twee tot de zesde macht (2016)
- Gert late night (2017, 2019) - als gast
- Wat een Jaar! (2018-2019, 2021-2022) - als zichzelf
- Groeten uit ... (2019)
- De Code van Coppens (2019-2021) - als kandidaat in 3 afleveringen samen met Valerie De Booser (2019), Ruth Beeckmans (2020) en Kris Wauters (2021).
- 30 jaar VTM (2019) - als presentator
- De zomer van (2020) - als zichzelf
- De luizenmoeder (2020) - als zichzelf
- Veel tamtam (2020) - als zichzelf
- Snackmasters (2020-2022) - als presentator samen met Ruth Beeckmans
- Kastaars! 2022 en 2023 (2023-2024)
- Special Forces: Wie durft wint (2023) - als zichzelf
- Sing Again (2024) - als presentator samen met Julie Van den Steen

## Trivia
- In 2004 eindigde Wauters op nummer 182 in de Vlaamse versie van De Grootste Belg, buiten de officiële nominatielijst.
- Koen Wauters heeft de begingeneriek van VTM-televisieserie Familie van halverwege het 10de seizoen tot het 15de seizoen en van het 16de tot het 18de seizoen ingezongen.

## Discografie
| Single met hitnotering(en) in de Vlaamse Ultratop 50 | Datum van verschijnen | Datum van binnenkomst | Hoogste positie | Aantal weken | Opmerkingen                                  |
| ---------------------------------------------------- | --------------------- | --------------------- | --------------- | ------------ | -------------------------------------------- |
| Almost fading                                        | 2003                  | 22-03-2003            | 24              | 5            | Thema van musical De kleine prins            |
| You are the reason                                   | 2003                  | 04-10-2003            | 1(5wk)          | 24           | met Sarah / Nr. 1 in de Radio 2 Top 30       |
| Nooit meer alleen                                    | 2019                  | 02-02-2019            | tip6*           | -            | met Isabelle A / Nr. 10 in de Vlaamse Top 50 |